# Love, make together
「Love, make together」（ラブ・メイク・トゥゲザー）は2000年9月20日にソニー・ミュージックレコーズから発売された知念里奈12枚目のシングル。

## 解説
「Love, make together」は、ブルボン「プチビット」CMソング。

## 収録曲
作詞：UNI　作曲・編曲：山木隆一郎
1. Love, make together[4:14]
2. ずっと… [4:24]
3. Love, make together （ORIENTA-RHYTHM UK MIX） [8:25]
4. Love, make together （instrumental ver.）
5. ずっと… （instrumental ver.）

## 収録アルバム

### Love, make together
- オリジナル・アルバム『breath』（2001年7月4日）
- ベスト・アルバム『Rina Chinen 20th Anniversary 〜Singles & My Favorites〜』（2017年2月8日）